# 장 (책)

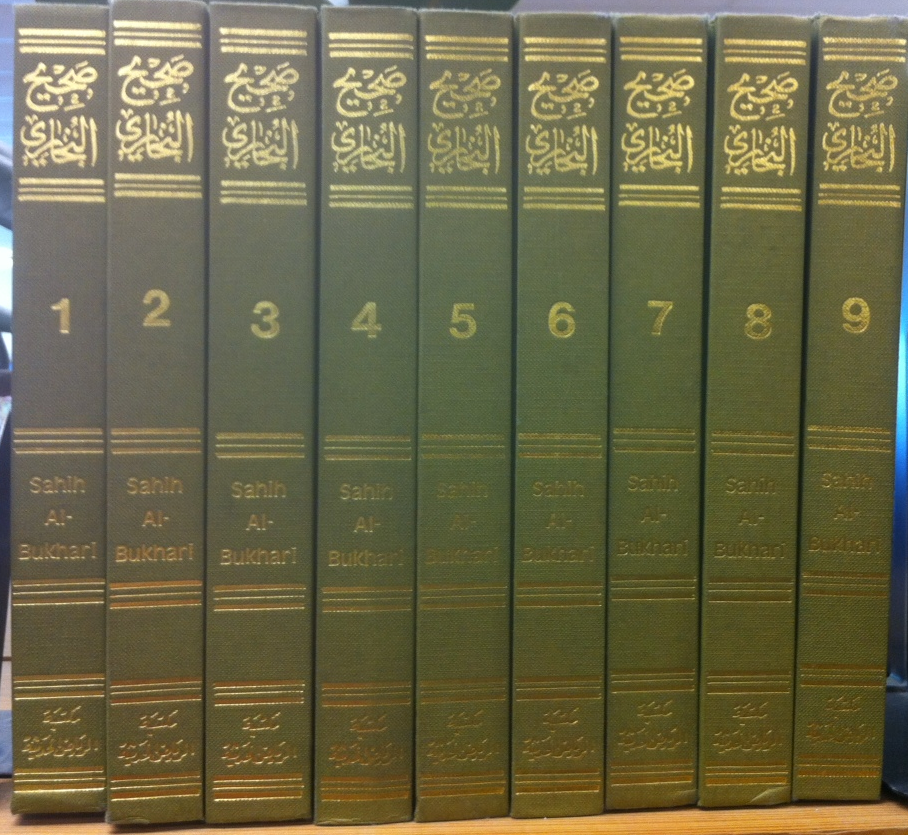
3882장으로 구성된 사히흐 알 부카리의 책

장(章, 영어: chapter, 라틴어: capitula, 프랑스어: sommaires) 또는 챕터는 산문, 시, 법률과 같이 상대적으로 긴 글의 주요 주제 구분이다.
장이 있는 책(장구분책과는 구별)에는 각각 별개의 주제나 테마를 구성하는 여러 장이 있을 수 있다. 각 경우에 장에는 번호나 제목 또는 두 가지 모두를 지정할 수 있다. 잘 알려진 장의 예로는 이상한 나라의 앨리스의 첫 번째 장인 "Down the Rabbit-Hole"이 있다.
상위단위로는 부(部)가 있으며 하위부단위로는 절(節)이 있다.

## 장 제목의 역사
많은 고대 서적에는 단어 구분이나 장 구분이 없었다. 고대 그리스 텍스트에서 일부 사본은 요약을 추가하여 숫자가 포함된 목차로 만들기 시작했지만 제목은 텍스트에 표시되지 않고 숫자만 표시되었다. 기원 5세기 어느 시점에, 책을 여러 장으로 나누는 관행이 시작되었다. 제롬(d. 420)은 번호가 매겨진 장 제목을 지칭하기 위해 capitulum이라는 용어를 사용하고 목차를 지칭하기 위해 index capitulorum이라는 용어를 사용했다고 한다. 어거스틴은 자신의 주요 작품을 장별로 나누지 않았지만 6세기 초 유기피우스는 그렇게 했다. 중세 사본에는 제목이 없는 경우가 많았으며 본문에 숫자만 있고 숫자 뒤에 빨간색으로 몇 단어가 표시되는 경우가 많았다.

## 같이 보기
- 장구분책
- 색인
- 목차
- 목차
- 절(節)